# Eusparassus quinquedentatus
Eusparassus quinquedentatus är en spindelart som beskrevs av Embrik Strand 1906. Eusparassus quinquedentatus ingår i släktet Eusparassus och familjen jättekrabbspindlar. Inga underarter finns listade i Catalogue of Life.